# Решето Ератосфена
Решето́ Ератосфе́на в математиці — алгоритм пошуку всіх простих чисел, менших заданого цілого числа {\displaystyle N}, створений давньогрецьким математиком Ератосфеном.

## Метод
Якщо потрібно знайти всі прості числа менші за певне число N, виписуються всі числа від 2 до N.
1. Перше просте число — два. Викреслимо всі числа більші двох, які діляться на два (4, 6, 8 …).
2. Наступне число, яке залишилося незакресленим (три), є простим. Викреслюємо всі числа більші трьох та кратні трьом (6, 9 …).
3. Наступне незакреслене число (п'ять) є простим. Викреслимо всі числа більші п'яти та кратні п'яти (10, 15, 20, 25 …).
4. Повторюємо операцію поки не буде досягнуто число N:
  - Наступне незакреслене число є простим. Викреслимо всі числа більші нього та кратні йому.

Числа, які залишилися незакресленими після цієї процедури — прості.
Викреслювати кратні для кожного простого p можна розпочинаючи з p2, а не з 2p. Тобто: 
- кратні трьом викреслюють починаючи з 32=9 (оскільки 6 уже викреслено як кратне двом);
- кратні п'яти викреслюють починаючи з 25=52 (числа 10, 15, 20 уже викреслено, бо вони кратні двом або трьом);
- кратні семи починають викреслювати з 49, оскільки 14, 21, 28, 35 і 42 вже викреслено як кратні двом, трьом чи п'яти;
- і т.д.

## Приклад
Запишемо натуральні числа від 2 до 20 в рядок:
```
  2   3   4   5   6   7   8   9   10   11   12   13   14   15   16   17   18   19   20
```

Перше число в рядку 2 — просте.
Викреслимо всі числа кратні 2 (кожне друге, починаючи з {\displaystyle 2^{2}=4}):
```
  2   3  
 4 
  5  
 6 
  7  
 8 
  9  
 10 
  11  
 12 
  13  
 14 
  15  
 16 
  17  
 18 
  19  
 20 
```

Наступне незакреслене число 3 — просте.
Викреслимо всі числа кратні 3 (кожне третє, починаючи з {\displaystyle 3^{2}=9}):
```
  2   3  
 4 
  5  
 6 
  7  
 8 
 
 9 
 
 10 
  11  
 12 
  13  
 14 
 
 15 
 
 16 
  17  
 18 
  19  
 20 
```

Наступне незакреслене число 5 — просте.
Викреслимо всі числа кратні 5 (кожне п'яте, починаючи з {\displaystyle 5^{2}=25}). І т. д.
Необхідно викреслити кратні для всіх простих чисел {\displaystyle p}, для яких {\displaystyle p^{2}\leq n}.
В результаті всі складені числа будуть викреслені, а залишаться всі прості числа.
Для {\displaystyle n=20} вже після викреслювання кратних числу 3 всі складені числа виявляються викресленими.

## Реалізація алгоритму решета Ератосфена

### Псевдокод
Решето Ератосфена може бути виражене в псевдокоді наступним чином:
```
Алгоритм
 Решето Ератосфена 
є

  
вхід
 : ціле число 
n
 > 1.
  
вихід
 : всі прості числа від 2 до 
n
.

  
нехай
 
A
 — 
масив 
булевих
 значень, індексованих 
цілим числом
 s від 2 до 
n
,
  ініціалізуємо весь масив значеннями 
true
.
  
  
для
 
i
 = 2, 3, 4, ..., що не перевищує 
√
n
 
робити

    
якщо
 
А
 
[i]
 
є
 
true

      
для
 
j
 = 
i
2
, 
i
2
 + 
i
, 
i
2
 + 2
i
, 
i
2
 + 3
i
, ..., що не перевищує 
n
 
робити

                
A
[
j
] := 
false

  
повернути
 всі 
i
 де 
A
[
i
] 
є
 
true
.
```

Цей алгоритм видає всі прості числа, що не перевищують n . Він включає загальну оптимізацію, яка полягає в тому, щоб почати перераховувати числа кратні кожному простому i з i2. Часова складність цього алгоритму становить O(n log log n), при стандартному припущенні, що оновлення масиву відбувається за час O(1).

### Python
Реалізація мовою Python:
```
import
 
math

N
 
=
 
1000000
  
# діапазон в якому шукаємо прості числа

prime
 
=
 
[
True
]
 
*
 
N

prime
[
0
],
 
prime
[
1
]
 
=
 
False
,
 
False
 
# 0 та 1 не є простими

for
 
i
 
in
 
range
(
2
,
 
math
.
ceil
(
math
.
sqrt
(
N
))):
  
# від 2 до квадратного кореня з N 

    
if
 
prime
[
i
]:
  
# якщо просте видаляємо всі числа кратні до нього

        
j
 
=
 
i
 
*
 
i
   
# для i=2,j будуть такі значення 4,6,8,10,12... для i=3 j — 9,12,15,18,21...

        
while
 
j
 
<
 
N
:

            
prime
[
j
]
 
=
 
False

            
j
 
+=
 
i

```

## Оцінка складності
Алгоритм потребує {\displaystyle O(N)} біт пам'яті та {\displaystyle O(N\log \log N)} математичних операцій.

## Порівняння з іншими методами
Попри свою простоту, алгоритм є вельми ефективним. Лише у другій половині XX-го сторіччя, із розвитком комп'ютерної техніки та програмування було винайдено асимптотично кращі методи. Однак, вони складніші й їх перевага виявляється лише для досить великих чисел. До N ~ 104—105 решето Ератосфена залишається найкращим.